# Bezsalivka, Bilopillea
Bezsalivka (în ucraineană Безсалівка) este un sat în comuna Iskrîskivșciîna din raionul Bilopillea, regiunea Sumî, Ucraina.

## Demografie
Componența lingvistică a localității Bezsalivka
     Ucraineană (76,92%)
     Rusă (23,08%)
Conform recensământului din 2001, majoritatea populației localității Bezsalivka era vorbitoare de ucraineană (76,92%), existând în minoritate și vorbitori de rusă (23,08%).